# Памятник адвокатам июня 1956 года
Памятник адвокатам июня 1956 года (пол. Pomnik Adwokatów Czerwca 1956) — памятник, находящийся в городе Познань (Польша) на улице Станислава Геймовского возле Окружной прокуратуры. Памятник посвящён адвокатам, участвовавшим в процессе над участниками познанских протестов 1956 года.

## История
Памятник был открыт 19 июня 2010 года в канун 54-й годовщины июньских событий в Познани.
Автором памятника является профессор Познанской Академии изящных искусств художник Анджей Кужавский.
Памятник профинансирован советом адвокатов Познани, которые решили почтить память своих коллег. На открытии памятника приняли участие, в частности, Мэр города Познани, представители общей судебной власти, ветераны и жители Познани.
Надпись на памятнике гласит:

ADWOKATOM / NIEZŁOMNYM OBROŃCOM W PROCESACH CZERWCA 1956 / I PROCESACH POLITYCZNYCH.
(Адвокатам/
стойким защитникам процесса 1956 года/
и политических процессов)